# Municipio de Pleasant Valley (Dakota del Norte)
El municipio de Pleasant Valley (en inglés: Pleasant Valley Township) es un municipio ubicado en el condado de Williams en el estado estadounidense de Dakota del Norte. En el año 2010 tenía una población de 121 habitantes y una densidad poblacional de 1,29 personas por km².

## Geografía
El municipio de Pleasant Valley se encuentra ubicado en las coordenadas 48°19′42″N 102°53′34″O / 48.32833, -102.89278. Según la Oficina del Censo de los Estados Unidos, el municipio tiene una superficie total de 94.13 km², de la cual 94,12 km² corresponden a tierra firme y (0 %) 0 km² es agua.

## Demografía
Según el censo de 2010, había 121 personas residiendo en el municipio de Pleasant Valley. La densidad de población era de 1,29 hab./km². De los 121 habitantes, el municipio de Pleasant Valley estaba compuesto por el 95,87 % blancos, el 0,83 % eran afroamericanos, el 0,83 % eran amerindios, el 0,83 % eran de otras razas y el 1,65 % eran de una mezcla de razas. Del total de la población el 1,65 % eran hispanos o latinos de cualquier raza.